# 所沢市市民医療センター
所沢市市民医療センター (ところざわししみんいりょうせんたー)は、49床の病床をもつ所沢市立の病院である。
内科、循環器内科、内視鏡内科、糖尿病・代謝内科、小児科、放射線科の診療科がある。

## 沿革
- 1976年9月1日 開設

## 診療科
- 内科
- 糖尿病・代謝内科

- 小児科

- 放射線科

## 交通
- 西武新宿線/西武池袋線 所沢駅より徒歩約15分 [1]
- 西武バス 系統 「市民医療センター入口」バス停より徒歩2分 [1]

- 航空公園駅「ところバス」南路線循環/東路線左回り「保健センター」バス停より徒歩1分 [1]